# Ben 10: Omniverse
Ben 10: Omniverse é uma série de desenho animado estadunidense, produzida pelo Cartoon Network e a quarta série da franquia Ben 10. A série foi anunciada no Cartoon Network's Upfront em 2011.O conceito de arte foi desenvolvido em homenagem à série por J. Wyatt (o mesmo que desenhou Transformers Animated e Scooby-Doo! Mystery Incorporated) e foi revelado pela primeira vez em 2012 na UK Toy Fair (Feira de Brinquedos do Reino Unido 2012). A série estreou no segundo semestre de 2012 nos Estados Unidos, em outubro de 2012 no Cartoon Network Brasil, em 14 de outubro de 2013 no SBT, junto com  O Incrível Mundo de Gumball e em 3 de dezembro de 2013 no Cartoon Network Portugal[carece de fontes?]. A temporada ganhou um novo design, para fazer uma homenagem a série original.

## Enredo
O série segue as aventuras de Ben Tennyson com dezesseis anos de idade, portador do Omnitrix, um dispositivo parecido com um relógio extremamente poderoso que permite que Ben se transforme em vários alienígenas; cada um com as suas próprias capacidades e habilidades especiais. As histórias se alternam entre o Ben de onze anos de idade, (um ano após a série original) e Ben de dezesseis anos de idade (poucos meses depois de Ben 10: Supremacia Alienígena). Depois que Gwen foi para faculdade e Kevin fica com ela, Ben de dezesseis anos de idade, ganha um novo parceiro, um recruta encanador alienígena chamado Rook Blonko (sobrenome primeiro). Em uma missão para explorar uma cidade alienígena subterrânea secreta chamada Cidade de Baixo, Ben explora o lado mais peculiar das coisas no subterrâneo alienígena e descobre que os inimigos de seu passado estão procurando uma revanche.
Em "T.G.I.S.", é revelado que o universo Ben 10 compartilha o mesmo universo com The Secret Saturdays.

## Personagens
- Benjamin "Ben" Kirby Tennyson (Jovem) - Ben pode ser o maior herói da galáxia, mas seu novo Omnitrix é tão imprevisível como sempre. Ele está ansioso para ser um herói solo, mas infelizmente, o vô Max tem outros planos. Nessa série Ben Tennyson agora tem uma personalidade mais madura e menos imatura, se assemelhando a personalidade do seu eu futurístico ele também tem uma fome inacabável.
- Gwendolyn "Gwen" Catherine Tennyson - Prima de Ben, Gwen possui uma magia de Anodita e com isso ela pode criar campos de energia. Depois de anos a salvar o mundo, Gwen decidiu deixar de ser uma heroína, e parte para a faculdade.
- Kevin Ethan Levin - Os poderes do Kevin lhe permitem absorver as propriedades da matéria sólida para tornar-se super forte e super resistente. Ele decidiu dar um tempo e juntar-se a Gwen no campus.
- Maxwell "Max" Tennyson - Max Tennyson é um encanador semi-aposentado, com um gosto por alguns alimentos exóticos.
- Benjamin "Ben" Kirby Tennyson (Criança) - Aos 11 anos, Ben percebe que ele tem o dever de usar o Omnitrix para parar os malfeitores, mas isso não significa que ele está livre de mais problemas.
- Rook Blonko - O novo parceiro de Ben era o primeiro da classe na Academia dos Encanadores, mas ele ainda tem muito a aprender sobre como ser um herói. Rook usa a arma Proto-Arma para as batalhas.
- Khyber, o Caçador - Khyber é um caçador implacável e astuto. Ele derrotou alguns dos aliens mais cruéis do universo, e agora Ben chamou sua atenção.
- Mascote de Khyber - O mascote é armado com o Nemetrix, permitindo-lhe transformar-se nos predadores naturais dos aliens do Omnitrix. No episódio Showndown, Part 1, Khyber a abandona e em Showndown, Part 2 ela resolve ficar com Kevin.
- Malware - É um alienígena vermelho da espécie Mechamorpho Galvânico que sabe tudo sobre o Omnitrix e que se vingar de Ben. Ele ajudou Psychobos a construir o Nemetrix.
- Dr. Psychobos - É um alien da espécie Cerebrocrustaceano e principal inventor do Nemetrix, contratando Khyber para caçar DNA das espécies alienígenas predadoras do Omnitrix para colocar no dispositivo. Ele tem um ódio profundo de Azmuth e deseja destruí-lo.

## Produtos

### Linha de brinquedos
A linha de brinquedos fabricados pela Bandai foi originalmente mostrado em feiras de brinquedo em todo o mundo. Um possível vazamento não intencional de imagens oficiais da linha foi lançado no site da loja de departamento Kmart. Figuras que foram revelados no brinquedo feiras como Bloxx, Shocksquatch,  Shocksquatch, Ben Tennyson de 16 anos, uma versão de 11 anos de idade de Ben, e o ajudante de Ben, Rook foram listados no site. O veículo play-conjunto, "Caminhão de Rook", ganhou um prêmio por Melhor Figura de Ação/Acessórios na Toy Fair de Londres 2012. O Omnitrix Touch tem uma cor cinza em vez do branco apresenta no show.